# 西點鎮區 (印地安納州懷特縣)
西點鎮區（英語：West Point Township）是位於美國印地安納州懷特縣的一個行政鎮區。

## 地方資料
根據2010年美國人口普查的數據，西點鎮區的面積為138.80平方千米，當中陸地面積為138.60平方千米，而水域面積為0.20平方千米。當地共有人口381人，而人口密度為每平方千米2.74人。